# Баллстад
Баллстад (норв. Ballstad) — посёлок в коммуне Вествогёй, Лофотенские острова, фюльке Нурланн, Норвегия. Расположен на юго-западной оконечности острова Вествогёй. Население посёлка составляет 956 человек.

## Галерея

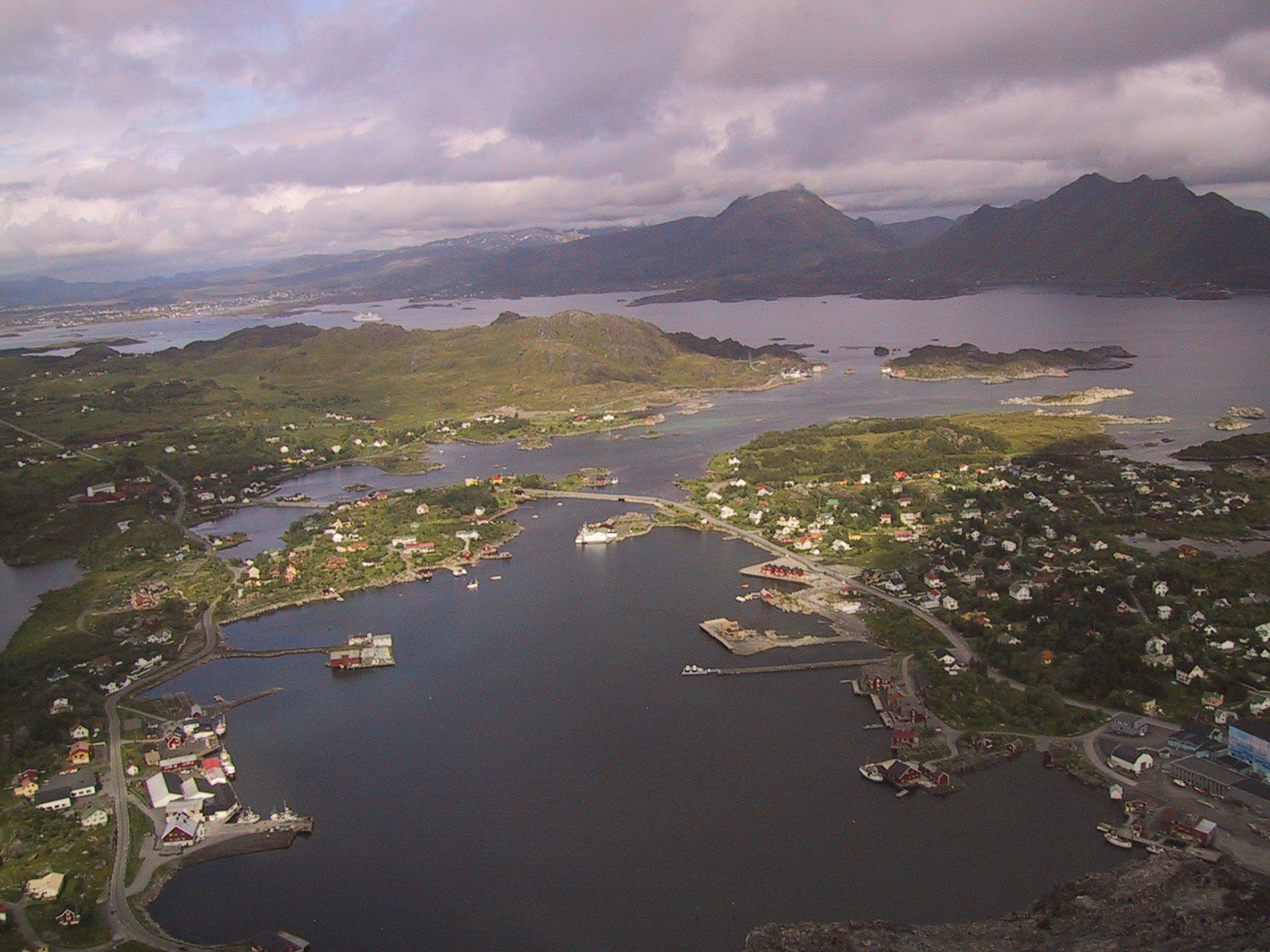
Поселение с высоты птичьего полёта
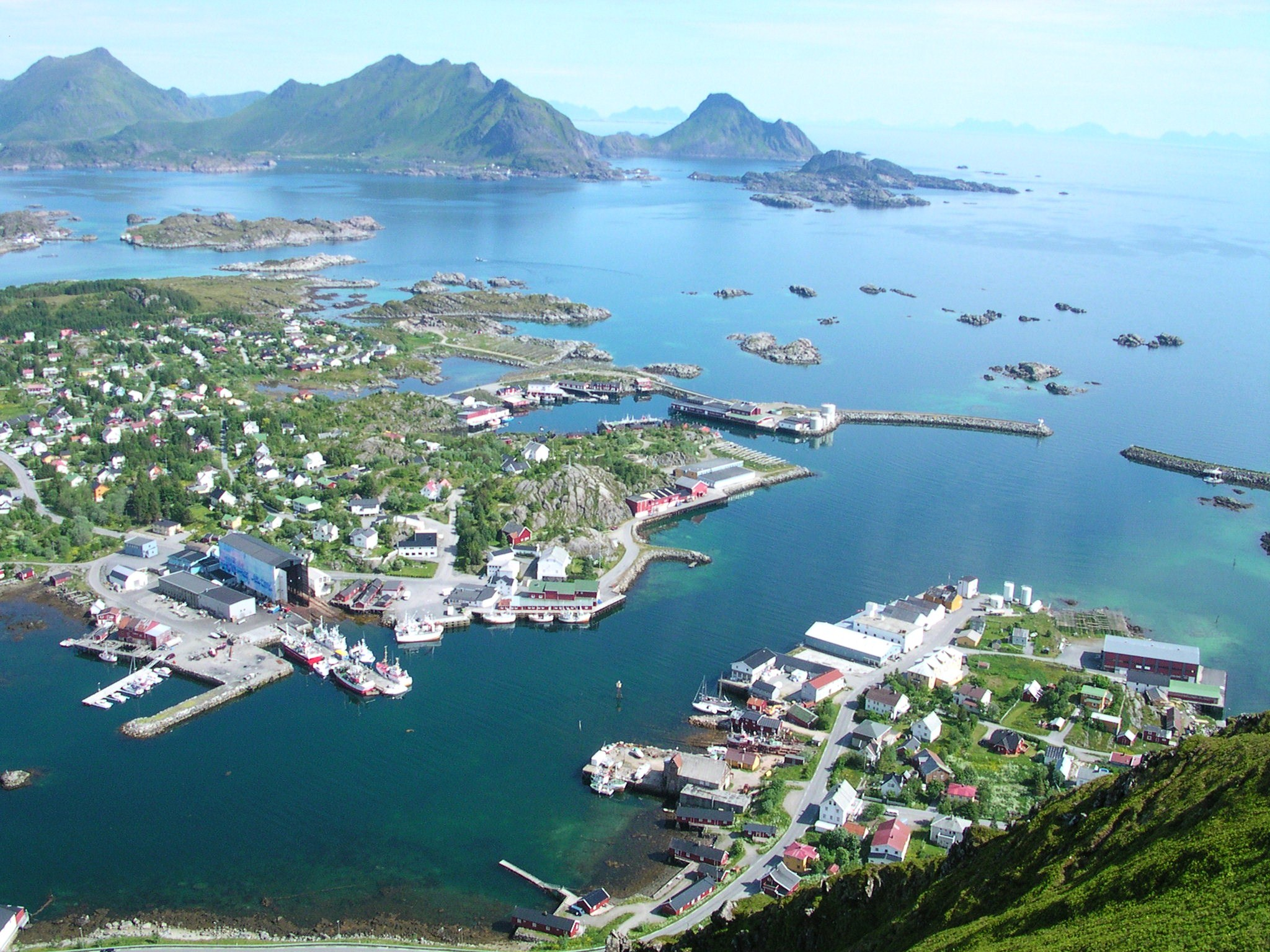
Баллстад